# Pavel Herout
Pavel Herout (* 1961) je autor knih o programování a vysokoškolský pedagog na ZČU v Plzni. Mezi jeho nejznámější knihy patří Učebnice jazyka Java a Učebnice jazyka C.
Zabývá se výukou softwarově orientovaných předmětů. Značné zkušenosti s výukou jazyka C získal jako spolutvůrce projektů v oblasti simulací a komunikací.

## Biografie
V roce 1985 dokončil Vysokou školu strojní a elektrotechnickou v Plzni, obor Elektronické počítače.
V roce 1999 obhájil disertační práci a získal doktorát v oboru Informatika a výpočetní technika. Zabývá se programovacími jazyky, problematikou simulace dopravy a systémů odolných proti poruchám.
V roce 2003 obhájil habilitační práci v oboru Informatika a výpočetní technika a získal titul docent.

## V současnosti
V současné době působí na katedře informatiky a výpočetní techniky fakulty aplikovaných věd na Západočeské univerzitě v Plzni a vede přednášky a cvičení z předmětů Objektově orientované programování a Ověřování kvality software.
Je členem univerzitní komise pro zvyšování kvality výuky a členem strategického týmu fakulty.

## Publikace
Mimo knih publikoval i skripta a další odborné články.

### Knihy
Oblíbenost knih pana Herouta je přičítána i tomu, že je v nich uvedeno trochu z osobní praktické zkušenosti.
- MS-DOS prakticky aneb co v manuálu nebylo, KOPP, 1991, ISBN 80-901051-0-6
- ABC programátora v jazyce C aneb ANSI C, Borland C, C++, KOPP, 1992, ISBN 80-901051-2-2
- Borland C++ - návod k použití, KOPP, 1994, ISBN 80-85828-19-7
- Učebnice jazyka C, KOPP
  - I. vydání 1992, ISBN 80-901342-1-1
  - II. upravené vydání 1993, ISBN 80-85828-02-2
  - III. upravené a rozšířené vydání 1994, ISBN 80-85828-21-9
  - IV. přepracované vydání 2004, ISBN 80-7232-220-6
  - "Aktuální vydání" 2016, ISBN 978-80-7232-383-8

Kniha obsahuje i 120 příkladů k vyzkoušení, vždy za každou probíranou kapitolou. Ke knize je možné si stáhnout asi 250 odladěných programů, včetně vyhotovených příkladů z knihy.
- Učebnice jazyka C - 2. díl, KOPP
  - I. vydání 1995, ISBN 80-85828-50-2
  - II. přepracované vydání 2004, ISBN 80-7232-221-4
- Učebnice jazyka Java, KOPP
  - I. vydání 2000, ISBN 80-7232-115-3
  - II. vydání 2002, 2004, ISBN 80-7232-115-3
  - III. upravené a rozšířené vydání 2007, ISBN 978-80-7232-323-4
  - V. rozšířené vydání 2010, ISBN 978-80-7232-398-2
- Java – grafické uživatelské prostředí a čeština, KOPP
  - I. vydání 2001, ISBN 80-7232-150-1
  - II. přepracované vydání 2004, ISBN 80-7232-237-0
- Java – bohatství knihoven, KOPP
  - I. vydání 2003, ISBN 80-7232-209-5
  - II. upravené a rozšířené vydání 2006, ISBN 80-7232-288-5
- Java a XML, KOPP, 2007, ISBN 978-80-7232-307-4